# Friedrich Schrempf

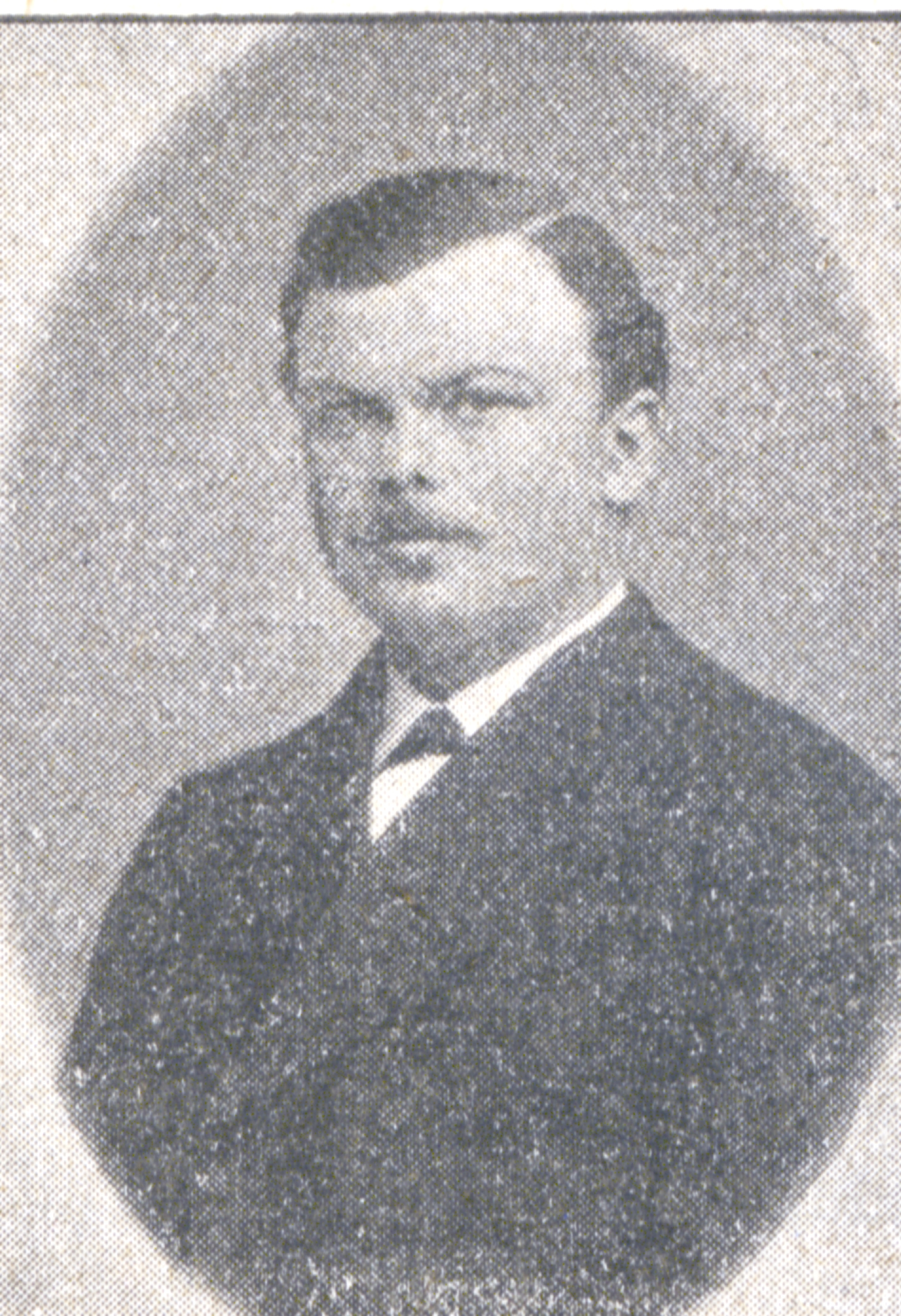
Friedrich Schrempf, um 1895

Friedrich Christian Schrempf (* 24. Februar 1858 in Besigheim; † 8. Januar 1913 in Stuttgart) war Redakteur und Mitglied des Deutschen Reichstags.

## Leben
Schrempf wuchs beim Bruder seiner Mutter auf. Er besuchte die Schulen in Kleiningersheim, Boll (Oberamt Sulz) und Horrheim (Oberamt Vaihingen). Nach der Aspirantenprüfung im März 1871 war er von 1872 bis 1875 Schüler am Privatseminar Tempelhof im Oberamt Crailsheim und war anschließend dort Seminarlehrer bis 1879. Danach war er Lehrer am Knabeninstitut von Professor Dr. Pfleiderer und an der Gemeindelateinschule in Korntal bis 1890. Anschließend war er Redakteur der konservativen Tageszeitung Deutsche Reichspost in Stuttgart, von Frühjahr 1892 bis 1909 deren Schriftleiter. Ab 1890 war er außerdem Sekretär der konservativen Partei Württembergs. 

## Politik
Zwischen 1895 und 1900 Mitglied der württembergischen Landstände für den Wahlkreis Schorndorf und von 1906 bis 1912 für den Wahlkreis Öhringen.
Von 1898 bis 1903 war er Mitglied des Deutschen Reichstags für den Wahlkreis Württemberg 7 (Nagold, Calw, Neuenbürg, Herrenberg). Er wurde als Kompromisskandidat der Nationalliberalen, der Konservativen und des Bundes der Landwirte nominiert. Im Reichstag gehörte er zur Fraktion der Deutschkonservativen Partei.